# EuroHockey Club Champions Cup 1999 (Herren, Feld)
Die 26. Austragung des EuroHockey Club Champions Cup (Herren-Feld) fand vom 21. bis zum 24. Mai 1999 in der spanischen Stadt Terrassa statt. Mit dem belarussischen Vertreter Brest nahm nur ein Team bereits 1998 teil. Der niederländische Meister HC ’s-Hertogenbosch sicherte sich erstmals den Titel durch ein 2:1 im Finale gegen den gastgebenden Club Egara aus Spanien.

## EuroHockey Club Champions Cup
Gruppe A
Freitag, 21. Mai 1999
- 11:00 A: CA Montrouge  – WKS Grunwald Posen  0:1
- 13:00 A: Club Egara  – Royal Herakles HC  5:1

Samstag, 22. Mai 1999
- 11:00 A: CA Montrouge  – Royal Herakles HC  5:2
- 13:00 A: Club Egara  – WKS Grunwald Posen  3:1

Sonntag, 23. Mai 1999
- 11:00 A: WKS Grunwald Posen  – Royal Herakles HC  11:0
- 13:00 A: Club Egara  – CA Montrouge  4:1

| .   |                   |      |        |
| Pos | Verein            | Tore | Punkte |
| 1.  | Club Egara        | 12:3 | 9      |
| 2.  | Grunwald Posen    | 13:3 | 6      |
| 3.  | CA Montrouge      | 6:7  | 3      |
| 4.  | Royal Herakles HC | 3:21 | 0      |

Gruppe B
Freitag, 21. Mai 1999
- 15:30 A: HC ’s-Hertogenbosch  – Cannock HC  2:0
- 17:30 A: Harvestehuder THC  – SC Stroitel Brest  4:1

Samstag, 22. Mai 1999
- 15:30 A: HC ’s-Hertogenbosch  – SC Stroitel Brest  6:1
- 17:30 A: Harvestehuder THC  – Cannock HC  1:1

Sonntag, 23. Mai 1999
- 15:30 A: HC ’s-Hertogenbosch  – Harvestehuder THC  1:1
- 17:30 A: SC Stroitel Brest  – Cannock HC  1:2

| .   |                     |      |        |
| Pos | Verein              | Tore | Punkte |
| 1.  | HC ’s-Hertogenbosch | 9:2  | 7      |
| 2.  | Harvestehuder THC   | 6:3  | 5      |
| 3.  | Cannock HC          | 3:4  | 4      |
| 4.  | SC Stroitel Brest   | 3:12 | 0      |

Platzierungsspiele
Montag, 24. Mai 1999
- 09:00 Abstiegsspiel 4.A – 3.B: Royal Herakles HC  – Cannock HC  1:4
- 11:30 Abstiegsspiel 3.A – 4.B: CA Montrouge  – SC Stroitel Brest  4:1
- 12:00 Spiel um Platz 3: Harvestehuder THC  – WKS Grunwald Posen  7:2
- 14:30 Finale: Club Egara  – HC ’s-Hertogenbosch  1:2

Endstand
- 1. HC ’s-Hertogenbosch  Euro Hockey Club Champions Cup 1999
- 2. Club Egara
- 3. Harvestehuder THC
- 4. WKS Grunwald Posen
- 5. Cannock HC
- 5. CA Montrouge
- 7. SC Stroitel Brest  (Abstieg für Belarus zur EuroHockey Club Champions Trophy 2000)
- 7. Royal Herakles HC  (Abstieg für Belgien zur EuroHockey Club Champions Trophy 2000)

## EuroHockey Club Champions Trophy
Die EuroHockey Club Champions Trophy fand vom 21. – 24. Mai 1999 in der Stadt Cernusco sul Naviglio in Italien statt. Sie bildete den ersten Unterbau zum EuroHockey Club Champions Cup. Die Clubs spielten neben dem Titel auch um Auf- und Abstieg ihrer nationalen Verbände für die folgende Europapokalsaison.
Gruppe A
Freitag, 21. Mai 1999
- 10:00 A: Instonians HC  – Bohemians Prag  3:1
- 12:00 A: Eagles Hockey Club  – Stockholm LHC  6:0

Samstag, 22. Mai 1999
- 09:00 A: Instonians HC  – Stockholm LHC  8:0
- 11:00 A: Eagles Hockey Club  – Bohemians Prag  3:0

Sonntag, 23. Mai 1999
- 09:00 A: Stockholm LHC  – Bohemians Prag  2:5
- 11:00 A: Instonians HC  – Eagles Hockey Club  1:3

| .   |                    |      |        |
| Pos | Verein             | Tore | Punkte |
| 1.  | Eagles Hockey Club | 12:1 | 9      |
| 2.  | Instonians HC      | 12:4 | 6      |
| 3.  | Bohemians Prag     | 6:8  | 3      |
| 4.  | Stockholm LHC      | 2:19 | 0      |

Gruppe B
Freitag, 21. Mai 1999
- 16:00 A: Western HC  – Hockey Cernusco  3:3

Samstag, 22. Mai 1999
- 17:00 A: Hockey Cernusco  – Olimpic Vinnitsa  9:2

Sonntag, 23. Mai 1999
- 14:00 A: Olimpic Vinnitsa  – Western HC  2:3

| .   |                  |      |        |
| Pos | Verein           | Tore | Punkte |
| 1.  | Hockey Cernusco  | 12:5 | 4      |
| 2.  | Western HC       | 12:4 | 4      |
| 3.  | Olimpic Vinnitsa | 6:8  | 0      |

Platzierungsspiele
Montag, 24. Mai 1999
- 09:00 Abstiegsspiel 4.A – 3.B: Stockholm LHC  – Olimpic Vinnitsa  0:5
- 13:00 Spiel um Platz 3: Instonians HC  – Western HC  1:3
- 15:30 Finale: Eagles Hockey Club  – Hockey Cernusco  1:2

Endstand
- 1. Hockey Cernusco  Euro Hockey Club Champions Trophy 1999
- 2. Eagles Hockey Club
- 3. Western HC
- 4. Instonians HC
- 5. Bohemians Prag
- 5. Olimpic Vinnitsa
- 7. Stockholm LHC  (Abstieg für Schweden zur EuroHockey Club Champions Challenge 2000)

## EuroHockey Club Champions Challenge
Die EuroHockey Club Champions Challenge fand vom 21. – 24. Mai 1999 in der österreichischen Hauptstadt Wien statt. Sie bildete den zweiten Unterbau zum EuroHockey Club Champions Cup. Die Clubs spielten neben dem Titel auch um den Aufstieg ihrer nationalen Verbände für die folgende Europapokalsaison.
Gruppe A
Freitag, 21. Mai 1999
- 10:00 A: Zorka Subotica  – HK Marathon  1:1
- 14:00 A: Wiener AC  – Slagelse HC  3:1

Samstag, 22. Mai 1999
- 10:00 A: Zorka Subotica  – Slagelse HC  1:3
- 14:00 A: Wiener AC  – HK Marathon  1:1

Sonntag, 23. Mai 1999
- 10:00 A: HK Marathon  – Slagelse HC  1:2
- 14:00 A: Wiener AC  – Zorka Subotica  3:0

| .   |                |      |        |
| Pos | Verein         | Tore | Punkte |
| 1.  | Wiener AC      | 7:2  | 7      |
| 2.  | Slagelse HC    | 6:5  | 6      |
| 3.  | HK Marathon    | 3:4  | 2      |
| 4.  | Zorka Subotica | 2:7  | 1      |

Gruppe B
Freitag, 21. Mai 1999
- 12:00 A: Whitchurch HC  – Lek Lipovci  3:0
- 16:00 A: HC Olten  – GD Viso  2:1

Samstag, 22. Mai 1999
- 12:00 A: HC Olten  – Lek Lipovci  4:1
- 16:00 A: Whitchurch HC  – GD Viso  1:1

Sonntag, 23. Mai 1999
- 12:00 A: GD Viso  – Lek Lipovci  0:1
- 16:00 A: Whitchurch HC  – HC Olten  1:2

| .   |               |      |        |
| Pos | Verein        | Tore | Punkte |
| 1.  | HC Olten      | 8:3  | 9      |
| 2.  | Whitchurch HC | 5:3  | 4      |
| 3.  | Lek Lipovci   | 2:7  | 3      |
| 4.  | GD Viso       | 2:4  | 1      |

Platzierungsspiele
Montag, 24. Mai 1999
- 08:30 4.A – 3.B: Zorka Subotica  – Lek Lipovci  9:1
- 10:45 3.A – 4.B: HK Marathon  – GD Viso  0:1
- 13:00 Spiel um Platz 3: Slagelse HC  – Whitchurch HC  3:3, 0:3 n.7-m
- 15:15 Finale: Wiener AC  – HC Olten  4:1

Endstand
- 1. Wiener AC  (Aufstieg für Österreich zur EuroHockey Club Champions Trophy 2000)
- 2. HC Olten  (Aufstieg für die Schweiz zur EuroHockey Club Champions Trophy 2000)
- 3. Whitchurch HC
- 4. Slagelse HC
- 5. GD Viso
- 5. Zorka Subotica
- 7. Lek Lipovci
- 7. HK Marathon

## Quelle
Deutsche Hockey Zeitung Mai 1999